# Decano (diplomacia)

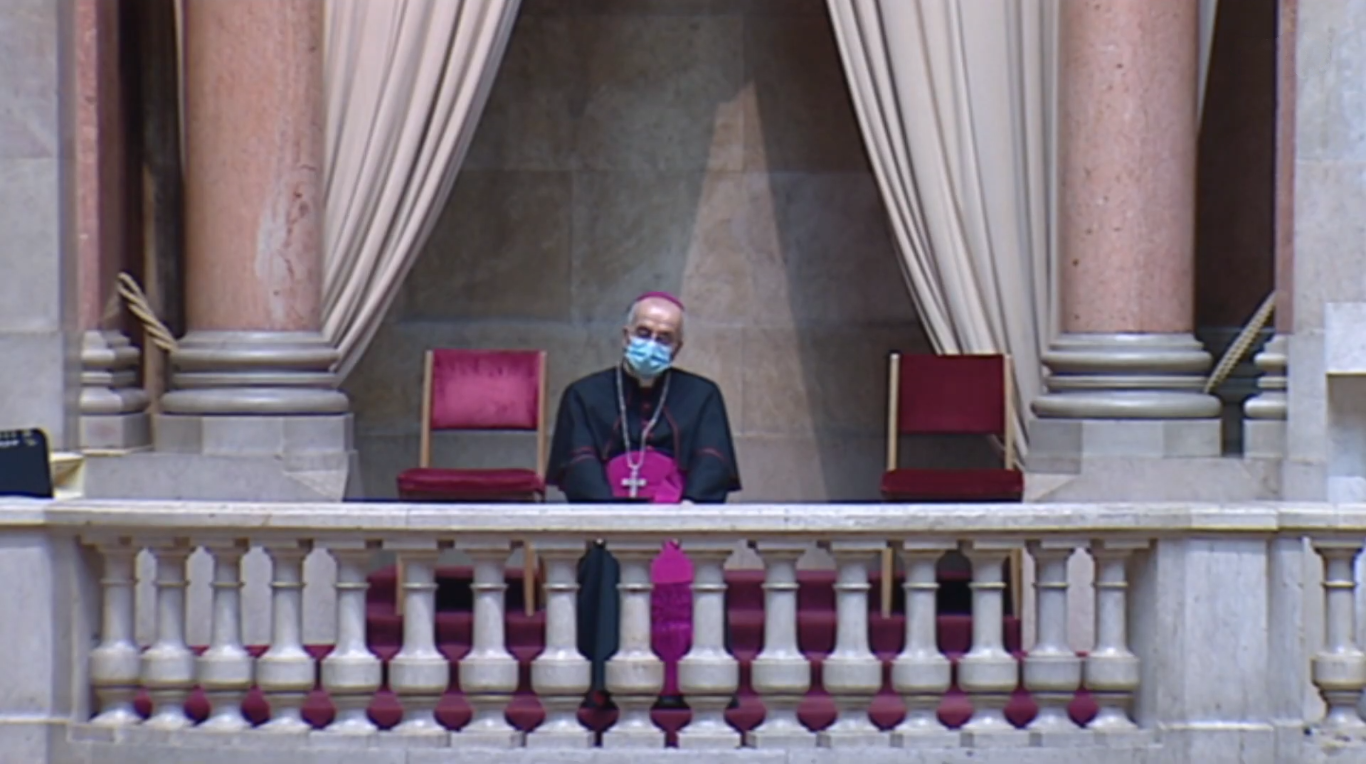
Decano

En un cuerpo diplomático, el término decano es un título que se da al jefe de misión de mayor antigüedad y que tiene precedencia sobre sus demás colegas acreditados. En muchos de los países que mantienen relaciones con la Santa Sede, al nuncio le corresponde ser decano por el solo hecho de representar al Papa, y en otros (por ejemplo, Costa de Marfil y Senegal), se otorga el decano al jefe de misión de su antigua metrópoli. De esta forma, quedan obviados ciertos conflictos y situaciones no deseadas, por ejemplo, que ocupe la función de Decano, al corresponderle por antigüedad, el representante de un país con el que las relaciones de otros Estados (o incluso del Estado de acogida) sean conflictivas.
En la actualidad, las funciones del decano son limitadas y se reducen a la de actuar como portavoz del cuerpo diplomático en algunas ceremonias. Algunos países no aceptan esta función del decano, ya que consideran que no hay necesidad de un intermediario para que un jefe de misión plantee directamente a la Secretaría de Relaciones Exteriores cualquier queja acerca de lo que él pudiera considerar como violación de sus privilegios e inmunidades.
En muchos casos, el Decano también media en asuntos conflictivos entre los miembros de una representación diplomática y el país de acogida (impagos y similares) o también entre diferentes representaciones diplomáticas.